# ويندوز 2.1x
هو أحد نظم تشغيل مايكروسوفت ويندوز التي لها واجهة مستخدم رسومية.
أفرجت مايكروسوفت عن النسخة 2.11 في 13 مارس 1989, وقد صمم هذا النظام للاستفادة من معاجات إنتل التي صممت من أجلها.